# Campeonato de España de Clubes de Baloncesto Mini Masculino
El Campeonato de España de Clubes de Baloncesto Mini Masculino es una competición nacional de categoría mini (sub-12) organizada por la Federación Española de Baloncesto (FEB). Reúne cada temporada a 32 clubes representantes de las distintas federaciones autonómicas y se disputa en sede única a finales de curso.

## Formato de competición
El Campeonato de España de Clubes de Baloncesto Mini Masculino reúne a equipos formados por jugadores de 11 y 12 años (categoría minibasket), pertenecientes a clubes de toda España.
El torneo se disputa en una sede única y se organiza en varias fases:
- Fase de grupos: 32 equipos divididos en 8 grupos (A a H) de 4 equipos. Liguilla a una vuelta. Se clasifican a octavos los tres primeros de los grupos A–D y el primer clasificado de los grupos E–H (16 en total).
- Fase final: Eliminatorias directas de octavos, cuartos, semifinales y final.

También se disputan partidos para determinar las posiciones finales: el 3.º–4.º y los encuentros por el 5.º–8.º lugar.

## Equipos participantes
Disputan el campeonato un total de 32 equipos, clasificados según los siguientes criterios establecidos por la Federación Española de Baloncesto (FEB):
- Los 19 equipos campeones de cada una de las federaciones autonómicas.
- Los 8 equipos subcampeones de las autonomías con mayor número de licencias en la categoría mini masculino (según la temporada anterior).
- El representante de la federación sede del campeonato.
- Los 4 equipos adicionales de aquellas federaciones cuyos clubes lograron los cuatro primeros puestos en la edición anterior.

Cada federación puede clasificar un máximo de 3 equipos. En caso de superar este límite por los criterios anteriores, la plaza se reasigna a otra federación según lo estipulado por la FEB.  Las vacantes por renuncia se cubren siguiendo un orden basado en número de licencias y resultados de la temporada previa.

## Historial
| Ed. | Año  | Sede    | Resultado | Oro             | Plata             | Bronce                | MVP        |
| --- | ---- | ------- | --------- | --------------- | ----------------- | --------------------- | ---------- |
| I   | 2023 | Granada | 110–62    | Valencia Basket | UCAM Murcia       | Yomee Godella         |            |
| II  | 2024 | Córdoba | 101–50    | FC Barcelona    | UE Mataró         | Valencia Basket       |            |
| III | 2025 | Córdoba | 89–74     | FC Barcelona    | Joventut Badalona | CB Ciudad de Móstoles | Xavi López |

## Palmarés por clubes
| Club                  | Oro | Plata | Bronce | Años campeonato |
| --------------------- | --- | ----- | ------ | --------------- |
| FC Barcelona          | 2   | 0     | 0      | 2024, 2025      |
| Valencia Basket       | 1   | 0     | 1      | 2023            |
| UCAM Murcia           | 0   | 1     | 0      | –               |
| UE Mataró             | 0   | 1     | 0      | –               |
| Joventut Badalona     | 0   | 1     | 0      | –               |
| CB L'Horta Godella    | 0   | 0     | 1      | –               |
| CB Ciudad de Móstoles | 0   | 0     | 1      | –               |